# Aspitates ochrearia
Aspitates ochrearia là một loài bướm đêm trong họ Geometridae.

## Hình ảnh

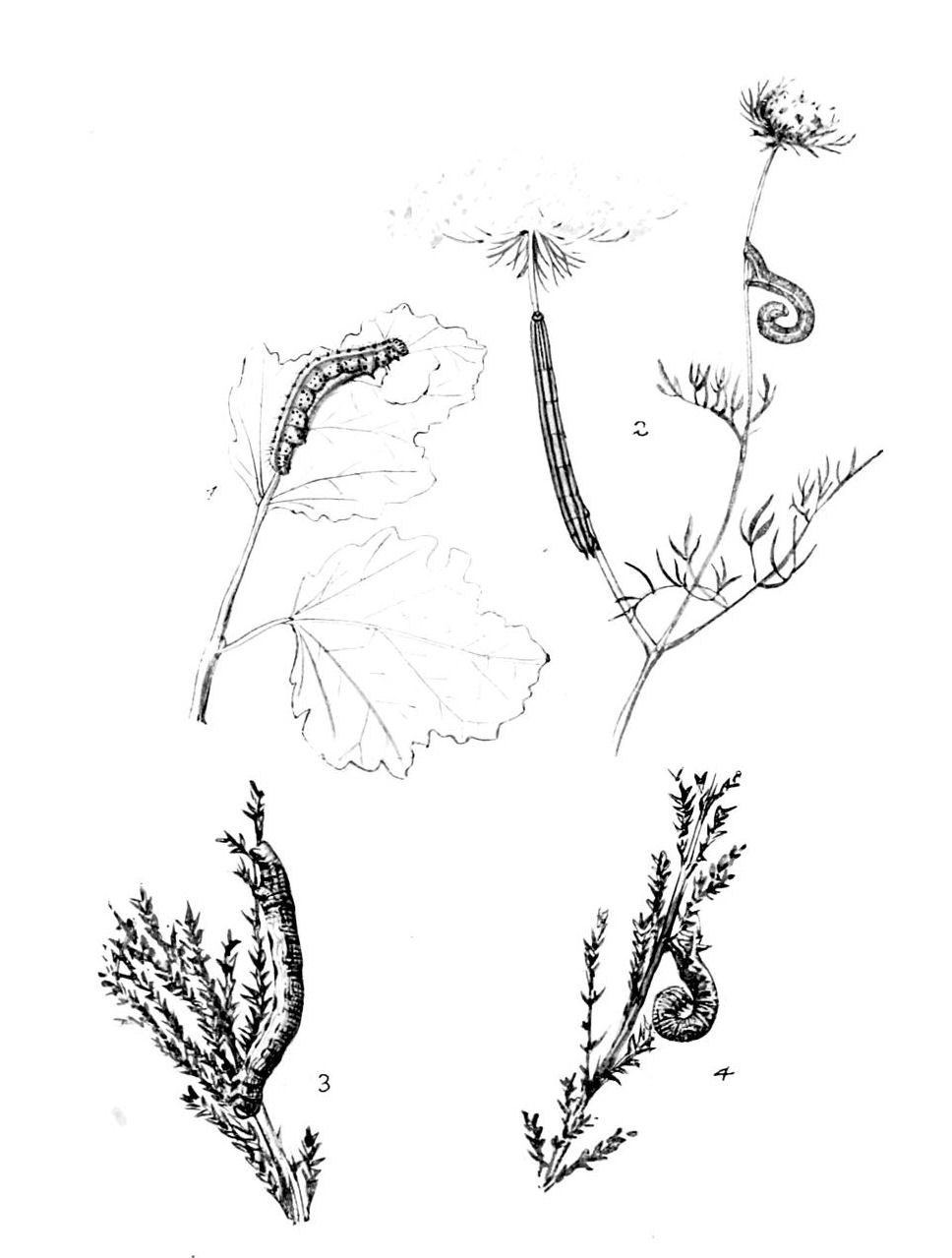
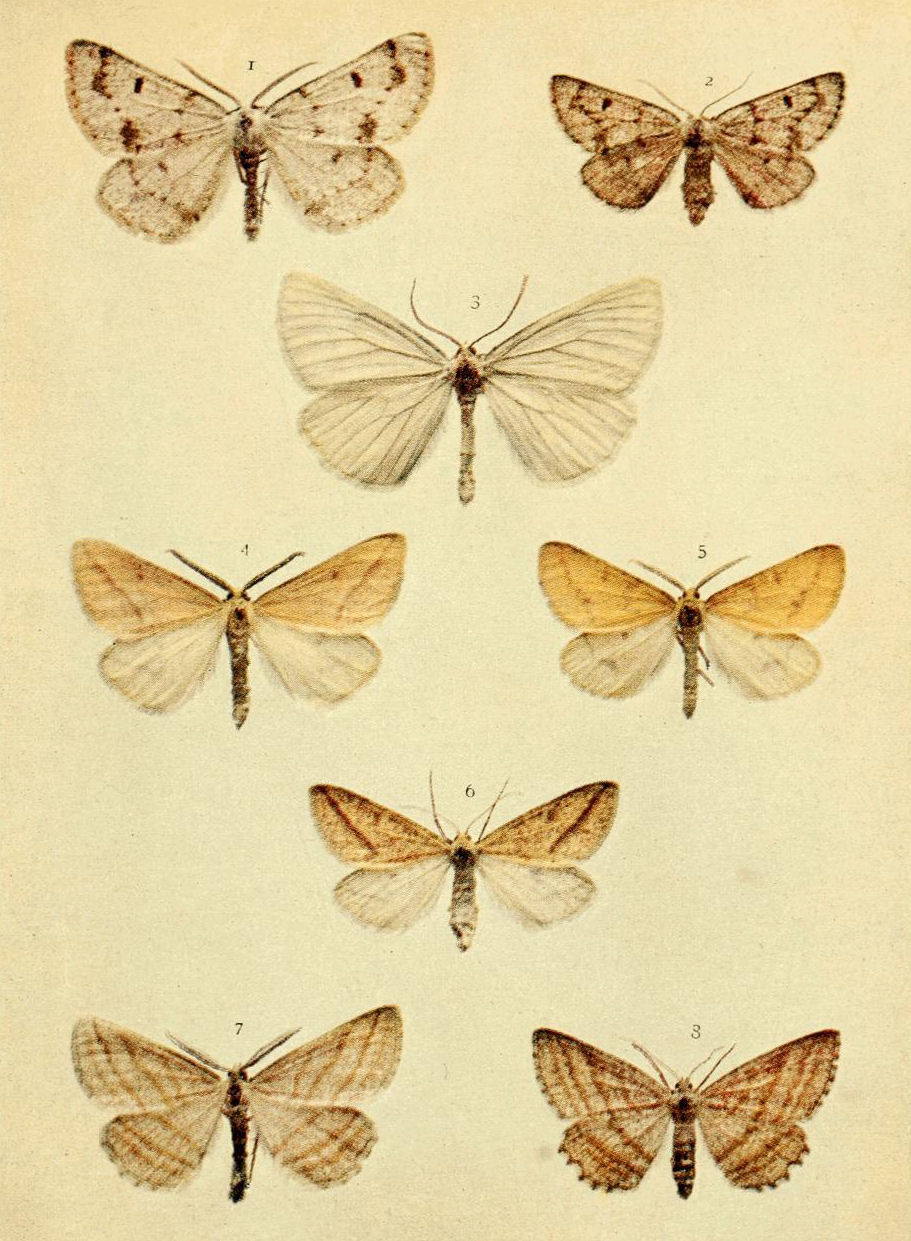